# NGC 5905
NGC 5905 este o galaxie spirală situată în constelația Dragonul. A fost descoperită în 5 mai 1788 de către William Herschel. Se află la o distanță de 46,56 de megaparseci de Pământ.